# Llevant

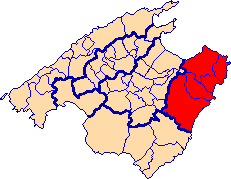
Localização de Llevant

Llevant (Levante em castelhano) é uma comarca de Maiorca situada no leste da ilha de Maiorca. Como as outras comarcas não tem reconhecimento oficial, mas é reconhecida pela comunidade de geógrafos.
Abrange os seguintes municípios:
- Artà
- Capdepera
- Manacor
- Sant Llorenç des Cardassar
- Son Servera